# Nikisch Artúr
Nikisch Artúr (Lébényszentmiklós, 1855. október 12. – Lipcse, 1922. január 23.) magyar karmester. Főként a romantikus német és orosz (Wagner, Schumann, Bruckner, Brahms, Liszt, Csajkovszkij) mesterek műveinek volt kiváló előadója, de sokat tett kortársai (Reger, Mahler, Richard Strauss) műveinek népszerűsítéséért is.

## Életpályája
1866 és 1873 között a bécsi konzervatóriumban Joseph Hellmesberger és Felix Otto Dessoff tanítványa volt.  1874-től hegedűsként a bécsi udvari operaház zenekarának tagja volt. 1878-ban a lipcsei városi színház karvezetője és másodkarmestere, egy évvel később első karmestere lett. 1889-ben az USA-ba utazott, ahol a Bostoni Szimfonikus Zenekar karmestere lett, és vendégkarmesterként is több helyen szerepelt. 1893-tól 1895-ig Zichy Géza intendáns meghívására a budapesti Operaház művészeti igazgatója és karmestere volt, közben Londonban vendégszerepelt. 1895-től a lipcsei Gewandhaus Zenekar karnagya volt, és emellett a Berlini Filharmonikus Zenekar vezetését is élete végéig ellátta. 1897-ben a hamburgi filharmonikus koncertek vezetője lett. 1902-től 1907-ig Lipcsében a konzervatórium tanára, 1905–1906-ban operai karnagy volt. Hangversenykörútjai során az USA-ban és Európa szinte valamennyi nagyvárosában fellépett.  
Az ő nevéhez fűződik az egyik első olyan hangfelvétel, ami egy teljes szimfóniát tartalmaz elejétől végéig: 1913 novemberében a Berlini Filharmonikusokkal Beethoven 5. szimfóniáját rögzítették. 1922. január 23-án halt meg Lipcsében.